# レアケンボー
レアケンボー (デンマーク語:Lerchenborg) はデンマークのシェラン島西海岸に位置する町カロンボーの、4キロ南にあるマナー・ハウスである。レアゲンボーとも表記される。

## 歴史

### 起源
地所は カール・フォン・アーレフェルトによって設立されたもので、それは彼がウストルプの村を1704年に閉鎖しカロンボー城の土地を利用してウストルプゴーというマナー・ハウスを建てた時のことだった。1742年にそれをクリスチャン・レアケ (1692-1757) 将軍が買収した。広大な地所には7つの邸宅、13の教会、そして森林が広がり、実質的にカロンボーの全ての山がはいっている。レアケは当時のデンマークを代表する建築家ニコライ・アイクトヴィズの援助をうけ、敷地に新しい建物を建築した。
レアケは1748年にエレファント勲章を授与され、1752年に伯爵に叙された。1754年に彼は自分の地所をレアケンボーと改名したが、直系の相続人がいなかったので、国王に帰属する郡 (grevskab) とはならなかった。そのかわりに彼は、レアケ家の他の家系の権利を守るstamhusを作り上げた。

### 19世紀

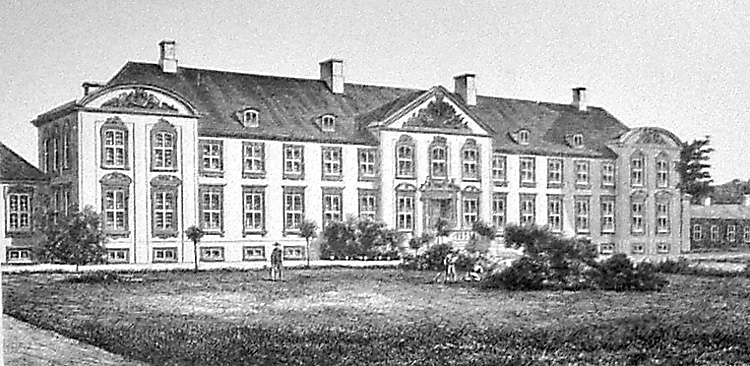
19世紀後半のレアケンボー

1804年にレアケンボーを相続したクリスチャン・コルネリウス・レアケは、1818年5月26日に伯爵に叙され、レアケンボーは Aunsøgård, Mineslund, Asnæsgård, Lerchenfeld, Birkendegård, Vesterbygård, Astrup and Davrup と合体してレアケンボー郡 (Grevskabet Lerchenborg) となった。
1862年、ハンス・クリスチャン・アンデルセンがレアケンボーに一週間、クリスチャン・アルブレヒト・レアケ伯爵の客人として滞在した。

### 20世紀
1923年に郡が解体され、レアケンボーの地所は1927年にレアケ家の所有を離れた。しかしながら1952年、一族のクリスチャン・アルブレヒト・フレデリック・レアケ-レアケンボーが再取得し、それ以降現在までレアケンボー伯爵家が所有している。 Mineslund と Asnæsgården は再取得の際に売却された。

## 建築
レアケンボーは3つの翼のある白壁のロココ様式の複合建築で、17の柱間のある2階建ての主翼と、2つの下方に分離された側翼からなっている。主翼は三角形の切妻を持つ3つの柱間の分離帯 (median risilit) と、丸みを帯びた切妻を備えた2つの柱間の角の突起があり、全てロココ調の装飾が設えられている。背面も基本的に同じパターンである。建物の両側に中央玄関がある。

## インテリア
建物のインテリアは素晴らしいロココ様式である。3つの建物全ての寄棟造の屋根はスレート葺きだが、もともとは赤煉瓦だった。

## 周辺
主翼の建物と農場、そして庭園の複合体は、バロック様式の美学の原則にのっとって、厳密にシンメトリカルな統一感を形成している。一方の側は、建物には納屋と馬小屋に囲まれた中庭の階段を通って入るが、反対側では複合体の軸は庭園を通って田園地帯に続いている。
元々のフランス様式のバロック庭園はベルギー・オランダ系の建築家、技術者であるジャン・バプティスト・デ・ロングヴィルが設計したものだったが、そのほとんどは19世紀にイギリス式庭園に改修された。現在、庭園は20ヘクタールの広さがある。

## 所有者
- (1300年-1658年) The Crown
- (1658年-1680年) Gabriel Marselis
- (1680年-1703年) Frants Marselis
- (1703年-1722年) カール・フォン・アーレフェルト
- (1722年-1724年) Ulrikke Amalie Danneskiold-Laurvig
- (1724年-1726年) Christoffer Watkinson
- (1726年-1729年) The estate of Christoffer Watkinsons
- (1729年-1742年) John de Thornton
- (1742年-1757年) クリスチャン・レアケ
- (1757年-1766年) Amalie Margrethe Christiane Caroline Leiningen-Westerburg née Lerche
- (1766年-1798年) Georg Flemming Lerche
- (1798年-1852年) クリスチャン・コルネリウス・レアケ
- (1852年-1885年) クリスチャン・アルブレヒト・レアケ
- (1885年-1927年) Christian Cornelius Lubbi Lerche-Lerchenborg
- (1927年-1928年) J. Bruhn
- (1928年-1950年) Peter Andreas Lund
- (1950年-1952年) Enkefru Marie Lund
- (1952年) 州土地法委員会
- (1952年-1970年) Christian Albrecht Frederik Lerche-Lerchenborg
- (1970年-1985年) Christian Alfred Vincents Lerche-Lerchenborg
- (1985年–現在) Christian Cornelius Knud Lerche-Lerchenborg

## レアケンボー音楽祭
1963年から1994年までほぼ毎年夏にレアケンボーを会場にして、国際的に高いレベルのレアケンボー音楽祭 (デンマーク語:Lerchenborg Musikdage、英語:Lerchenborg Music Days) が開催された。その目的は、デンマークの音楽振興と、他の国々の音楽との交流にあった。また若い演奏家や作曲家たちに創造的な機会を提供し、クラシックの伝統を大事にすると同時に現代音楽の方向性を模索してもらうことにあった。音楽祭は次第に国際的な音楽交流の場として知られるようになった。
1995年にレアケンボー音楽祭はこうした活動に終止符を打ったが、海外の音楽祭の共催などは継続している。
レアケンボー音楽祭には世界中から何百人もの音楽家が参加してきた。ピアニストとして日本からの高橋アキやロシアからのタチアナ・ニコラーエワ、またイギリスからアルディッティ弦楽四重奏団、オランダのヴァイオリニストのニコライ・ズナイダー、チェコのチェリスト、ミカエラ・フカチョヴァーなど多岐に渡る。
音楽祭のセミナー、ワークショップ、そしてコンサートに参加した50人以上の作曲家には、日本の湯浅譲二と松平頼則、イギリスのハリソン・バートウィッスル、ロシアのソフィア・グバイドゥーリナ、ポーランドのヘンリク・グレツキ、そしてデンマークのヴァン・ホルンボーなどがいる。
各国の現代音楽の紹介を行うこの音楽祭は、爵位を持つルイーズ・レアケ-レアケンボーが一人で主催、企画していた。2018年3月には彼女の80歳を祝うコンサートが開催された。